# Oxytropis japonica
Espèce
Oxytropis japonica est une espèce de plantes à fleurs de la famille des Fabacées originaire du Japon.